# Lekaryds socken
Lekaryds socken i Småland ingick i Allbo härad i Värend, ingår sedan 1971 i Alvesta kommun och motsvarar från 2016 Lekaryds distrikt i Kronobergs län.
Socknens areal är 36,17 kvadratkilometer, varav land 32,88. År 2000 fanns här 333 invånare. Kyrkbyn Lekaryd med sockenkyrkan Lekaryds kyrka ligger i socknen. 

## Administrativ historik
Lekaryds socken har medeltida ursprung.
Vid kommunreformen 1862 övergick socknens ansvar för de kyrkliga frågorna till Lekaryds församling och för de borgerliga frågorna till Lekaryds landskommun.  Denna senare inkorporerades 1952 i Alvesta köping som 1971 ombildades till Alvesta kommun. Församlingen uppgick 2010 i Alvesta församling.
1 januari 2016 inrättades distriktet Lekaryd, med samma omfattning som församlingen hade 1999/2000.
Socknen har tillhört samma fögderier och domsagor som Allbo härad. De indelta soldaterna tillhörde Kronobergs regemente, Norra Sunnerbo kompani.

## Geografi
Lekaryds socken är en kuperad dalgångsbygd vid Lekarydsån-Dansjön (Mörrumsån).
Kronobergshed, exercisplatsen för Kronobergs regemente ligger i norra delen av socknen. 

## Fornminnen
Några hällkistor från stenåldern, några gravrösen från bronsåldern och några järnåldersgravfält med en skeppssättning finns här.

## Namnet
Namnet (1422 Lekarydh), taget efter kyrkbyn, har troligen förledet lekare, gycklare och efterledet ryd, röjning.

### Fotnoter
1. 1 2 3  Svensk Uppslagsbok andra upplagan 1947–1955: Lekaryd socken
2. 1 2  Harlén, Hans; Harlén Eivy (2003). Sverige från A till Ö: geografisk-historisk uppslagsbok. Stockholm: Kommentus. Libris 9337075. ISBN 91-7345-139-8
3. ↑  ”Församlingar”. Statistiska centralbyrån. https://www.scb.se/hitta-statistik/regional-statistik-och-kartor/regionala-indelningar/forsamlingar/. Läst 30 december 2022.
4. ↑  Administrativ historik för Lekaryd socken (Klicka på församlingsposten). Källa: Nationella arkivdatabasen, Riksarkivet.
5. 1 2  Sjögren, Otto (1931). Sverige geografisk beskrivning del 2 Östergötlands, Jönköpings, Kronobergs, Kalmar och Gotlands län. Stockholm: Wahlström & Widstrand. Libris 9939
6. 1 2 3  Nationalencyklopedin
7. ↑  Fornlämningar, Statens historiska museum: Lekaryds socken
8. ↑  Fornminnesregistret, Riksantikvarieämbetet: Lekaryds socken Fornminnen i socknen erhålls på kartan genom att skriva in sockennamn (utan "socken") i "Ange geografiskt område"